# Féminisme en Syrie
Le féminisme en Syrie concerne le mouvement d'émancipation des femmes en Syrie depuis le début du XXe siècle.

## Histoire
L'une des premières féministes est Marie 'Ajami, qui crée en Syrie le premier journal destiné aux femmes, et qui milite pour leur droit de vote. Au début du XXe siècle également, Naziq al-Abid lie son militantisme féministe à un engagement nationaliste contre les pouvoirs ottomans puis français.

## Droit
En 2013, l'avocate syrienne Zeina Tama souligne les discriminations dont les femmes sont légalement l'objet, contrairement au discours du président Bachar el-Assad qui se voudrait protecteur de l'égalité des droits face à l'islamisme (notamment en mettant en avant son épouse Asma comme Première dame moderne). En se basant sur la Constitution, l'article 33 alinéa 3 et 4 dispose que si « les citoyens sont égaux en droits et en devoirs, sans discrimination fondée sur le sexe, l'origine, la langue, la religion ou la croyance », cela est en réalité annulé par l'article 4 alinéa 2 qui précise que la jurisprudence islamique est la source principale du droit et le statut personnel : « la loi islamique est la seule source légitime pour les femmes syriennes », et ceci pour toutes les femmes, qu'elles soient musulmanes ou chrétiennes.
Seul l'époux peut dans les faits demander le divorce, sans préalable ; la femme qui éventuellement en ferait la demande s'expose à ne pas recevoir de pension alimentaire. Lors d'un héritage, un homme reçoit le double de la part de la femme. La femme ne peut se marier sans le consentement légal de son père ou de son tuteur (même majeure), selon l'article 20 du Code civil ; en enfreignant cette loi, le mariage peut être annulé ; le mariage civil n'existe pas, seul le mariage religieux. Concernant le statut du témoin, la parole d'un homme vaut celles de deux femmes. L'avocate conclut : « dans la réalité des faits, dans la Syrie d'Assad, la femme reste quasiment une mineure ».